# Hammerschloss Vilswörth

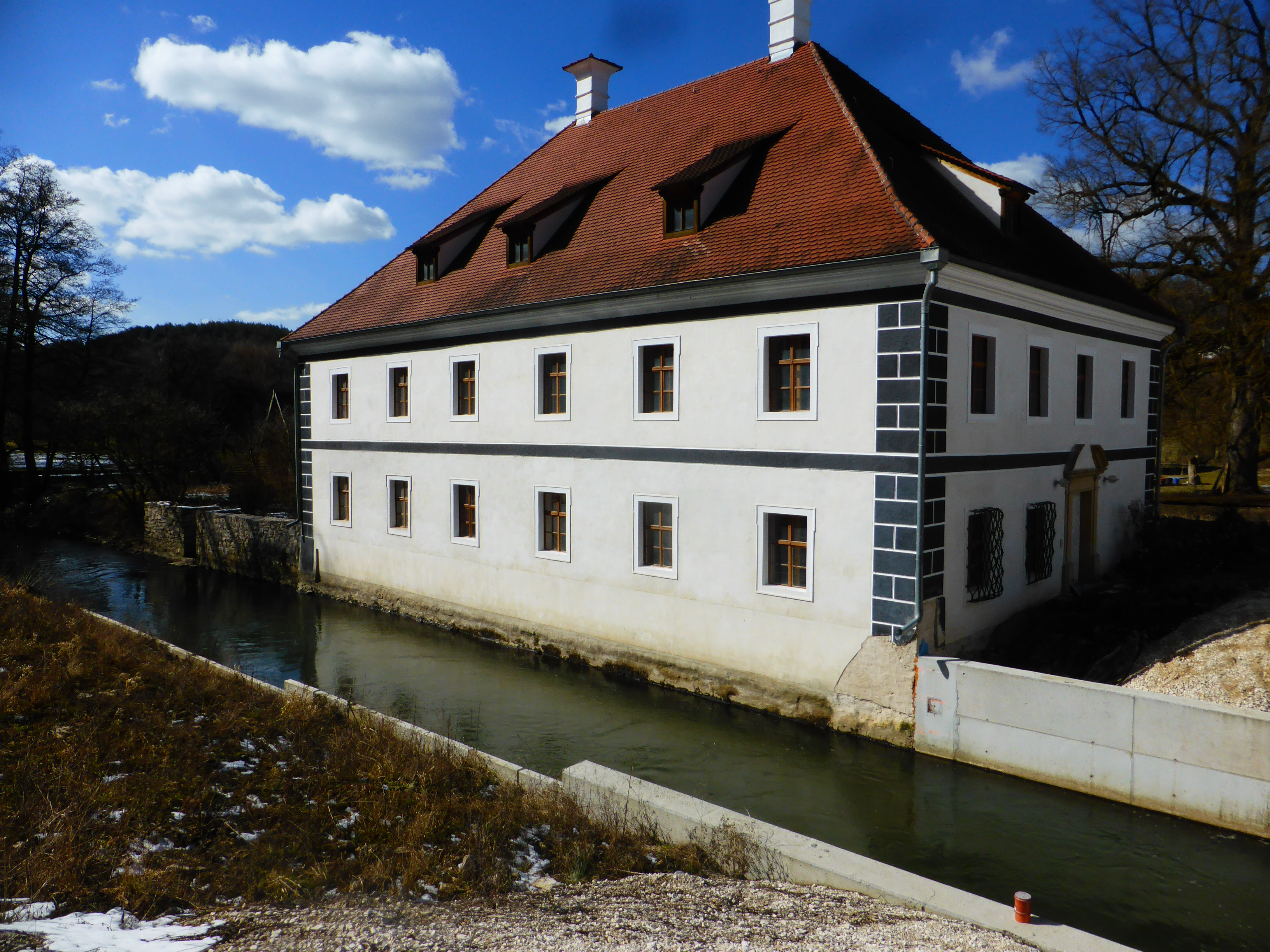
Hammerschloss Vilswörth

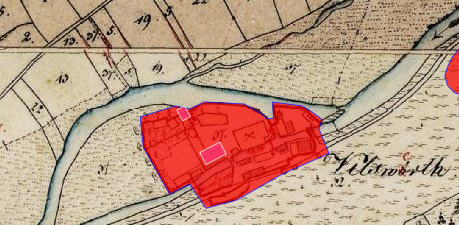
Lageplan des Hammerschlosses Vilswörth auf dem Urkataster von Bayern

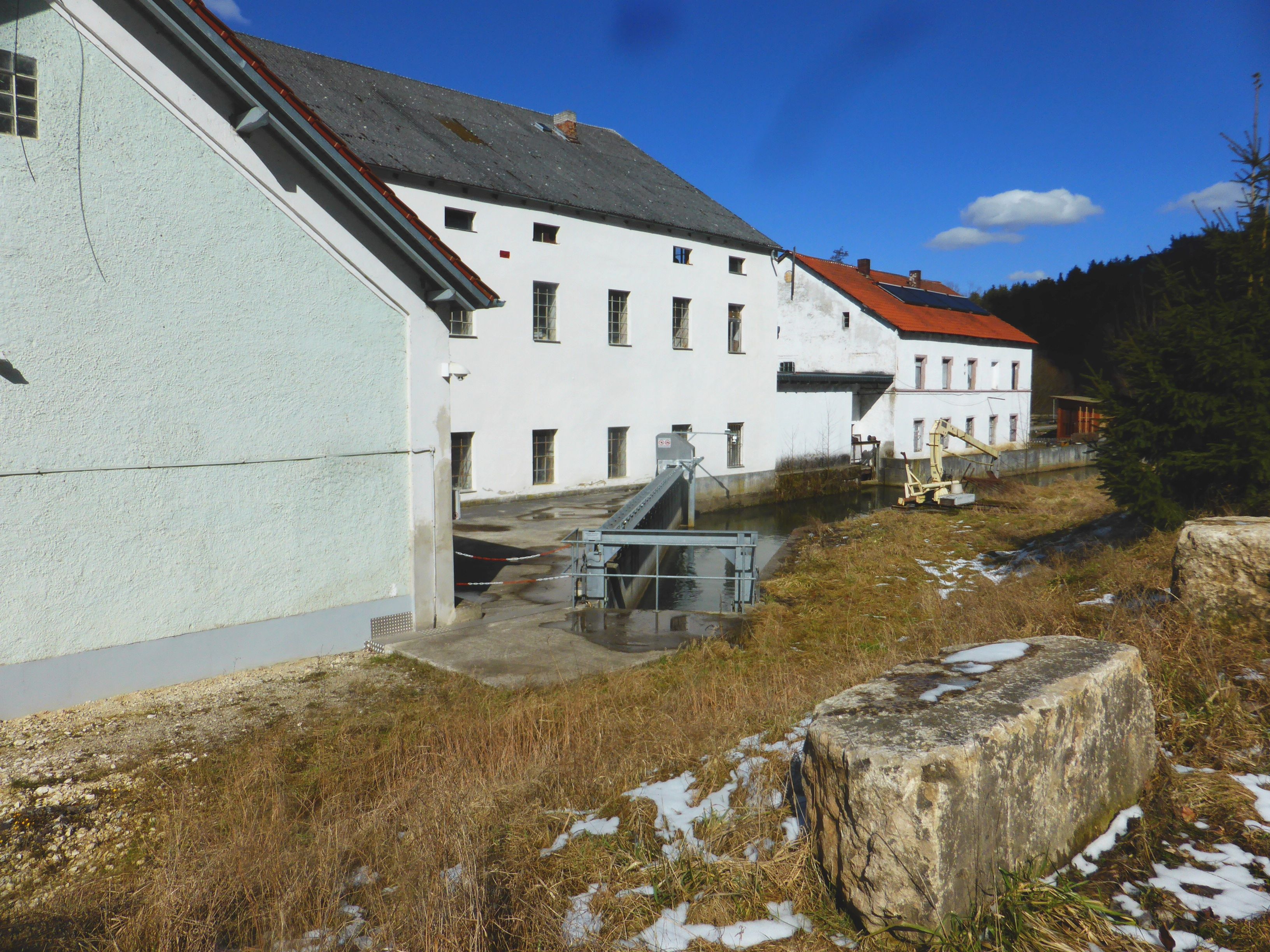
Wehranlagen bei dem Hammerschloss Vilswörth

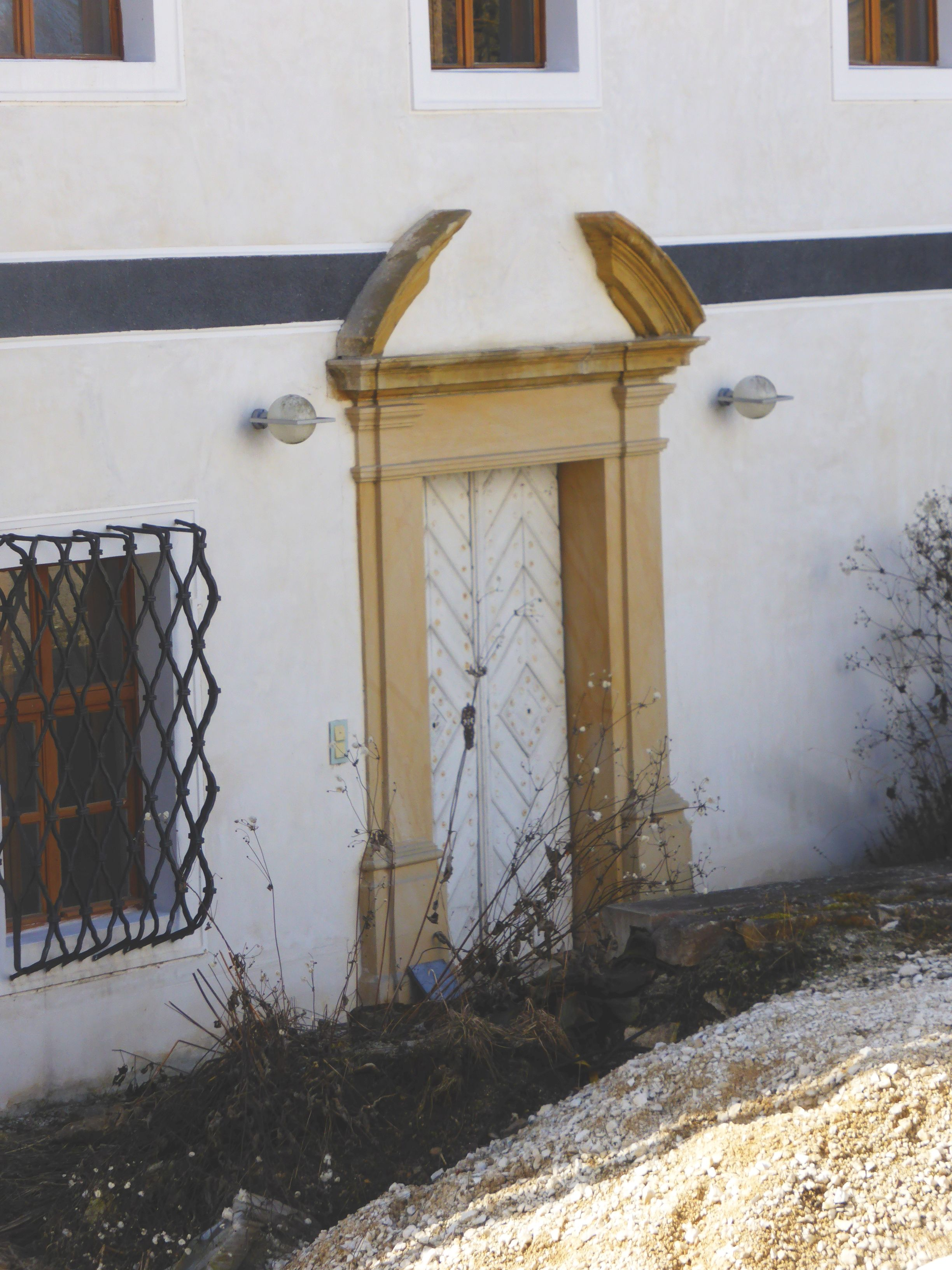
Eingangsportal des Hammerschlosses Vilswörth

Das Hammerschloss Vilswörth liegt in dem gleichnamigen oberpfälzischen Gemeindeteil von Rieden (Vilswörth 4) und ist unter der Aktennummer D-3-71-146-22 als Baudenkmal verzeichnet. „Archäologische Befunde des Mittelalters und der frühen Neuzeit im Bereich des ehem. Hammerschlosses Vilswörth, darunter die Spuren von Vorgängerbauten bzw. älterer Bauphasen und eines spätmittelalterlichen/frühneuzeitlichen Eisenhammers“ werden zudem als Bodendenkmal unter der Aktennummer D-3-6737-0217 geführt.

## Geschichte
Vilswörth wurde 1240 als Mühle errichtet. Aus dem Jahr 1487 stammt ein Hammerbrief des Pfalzgrafen Philipps, welcher dem Ulrichen Altmann zu Schmidtmühlen und seiner Frau Anna gestattet, einen Schien- und Blechhammer und auch eine Mühle zu errichten. 1594/95 wird als Hammerherr Wolf von Kemnath genannt. 1616 ging die Stadt Amberg gerichtlich gegen den Hammerwerksbesitzer vor, da dieser Ausstände von 1600 fl hatte.
Bis Mitte des Dreißigjährigen Krieges war der Hammer als Schienhammer in Betrieb, 1636 wurde er geplündert und verwüstet. Er wird aber 1648 wieder als produzierend beschrieben. Aus einem Bericht des Johann German Barbing an den Kurfürst Ferdinand Maria vom 16. Januar 1666 heißt es: „Vilswerth. Der Eisenhammer ist gangbar; dessen Inhaber ist Veith Lorenz Heltmann, welcher dermalen von Sulzbach ‚den Arzt‘ abführt.“ 1693 hat die Eisenproduktion 35 Zentner pro Woche betragen. 1670 ist Georg Mägerl der Hammermeister von Vilswörth, der auch in Zusammenhang mit den letztlich erfolglosen Erzabbauversuchen im nahe gelegenen Rieden genannt wird.
1749 wird als hiesiger Hofmarksbesitzer Leonhard Anton von Frank († 1785) erwähnt, der auch Schloss Troschelhammer besaß. Sein Nachfolger wurde sein vorerst unmündiger Sohn Karl, für den Leonhard von Frank auf Gmünd die Vormundschaft übernommen hatte.
Nach dem Niedergang des Hammergewerbes wurde das Hammergebäude als Mühle und als Spiegelglasschleife mit einem Polierwerk verwendet.

## Hammerschloss heute
Das heute noch bestehende Gebäude geht auf einen Neubau von Mitte des 18. Jahrhunderts zurück. Zu dem Anwesen gehört auch ein Stallbau mit einem Satteldach und einem dreischiffigen Kreuzgratgewölbe aus dem 18. Jahrhundert, dessen Dachgeschoss erneuert wurde.
Nach einem Brand von 2002 wurden Dachgeschoss, Teile des Obergeschosses und die Ausstattung von den Besitzern Monika Merl und Roland Frank erneuert. Heute ist das Hammerschloss wieder ein sanierter Walmdachbau mit Eckrustika, Putzbänderung und einem Sandsteinportal, das von 1700 stammt.
An das Gebäude ist heute eine Kleinwasserkraftanlage angebaut. Der Triebwerkskanal wurde als Trogbauwerk erstellt. Die durch ein Hochwasser eingestürzte ehemalige Steinbogenbrücke wurde als einfeldriger Stahlträger-Überbau mit einem Bohlenbelag aus Eichen wieder errichtet.

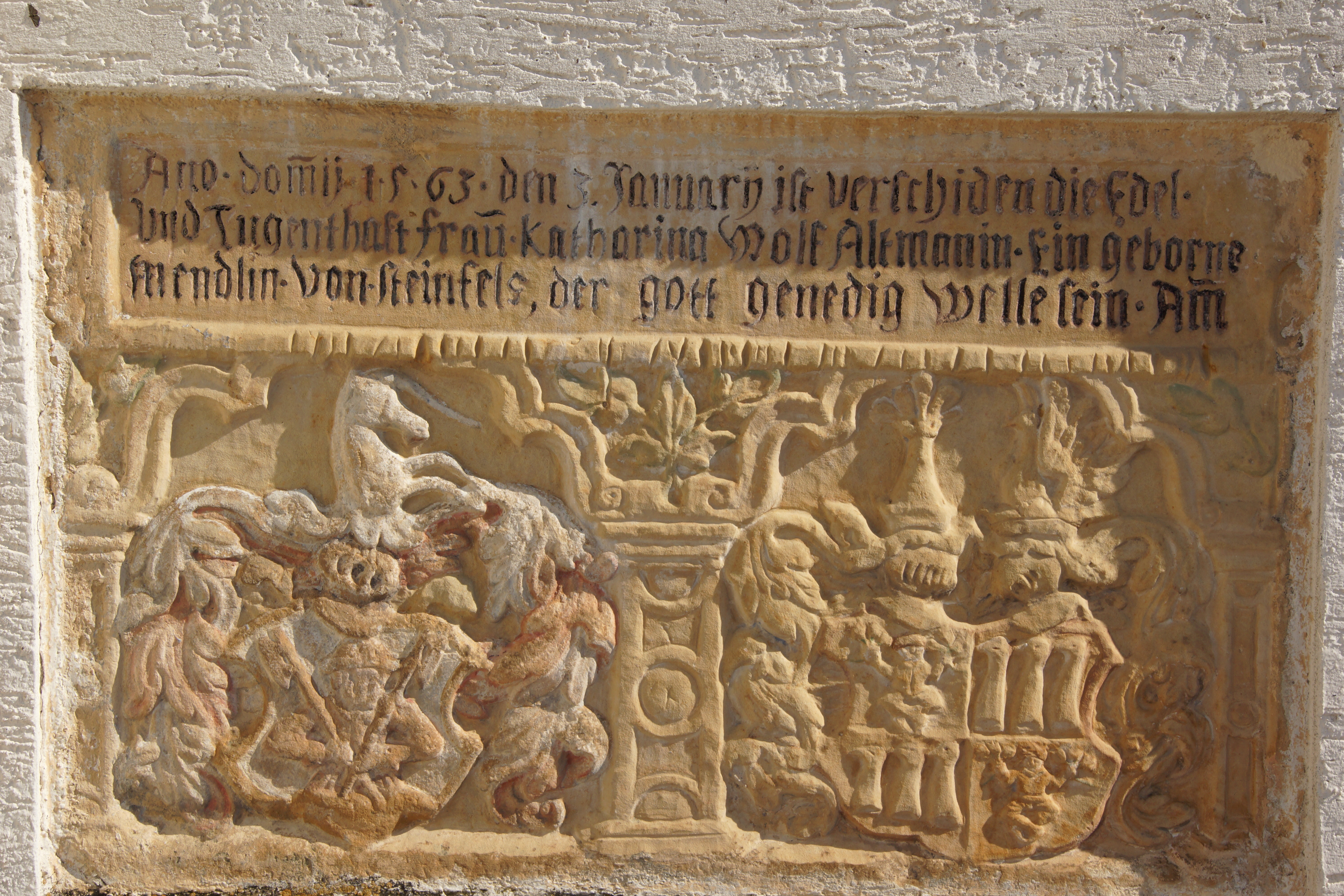
Epitaph der Katharina Altmann an der Kirche St. Michael in Vilshofen